# 30205 Mistyevans
30205 Mistyevans è un asteroide della fascia principale. Scoperto nel 2000, presenta un'orbita caratterizzata da un semiasse maggiore pari a 2,2472945 UA e da un'eccentricità di 0,0335253, inclinata di 5,17878° rispetto all'eclittica.